# Frans Hultman

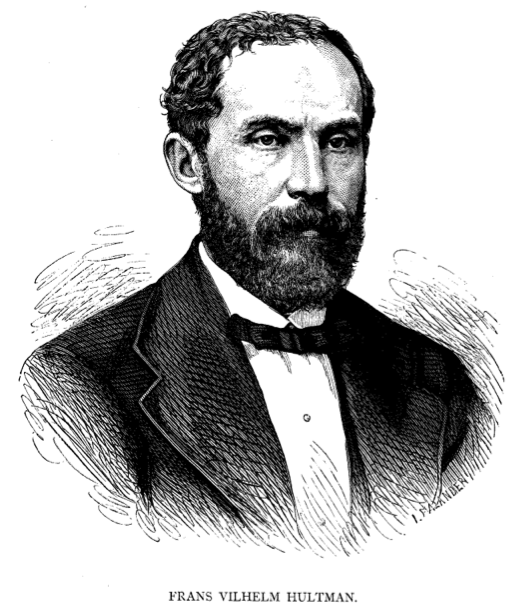
Frans Hultman.

Frans Vilhelm Hultman, född den 25 maj 1829 i Rångedala socken, Västergötland, död den 19 februari 1879 i Stockholm, var en svensk matematiker.

## Biografi
Hultman blev student vid Uppsala universitet 1848, filosofie magister 1854, vice lektor vid Stockholms gymnasium 1859 samt lektor i matematik och fysik där 1860. Han var 1861–71 även tillförordnad lärare vid Högre lärarinneseminariet och deltog 1870–71 såsom ledamot i kommittén för granskning av läroböcker i matematik och naturvetenskap. I den svenska elementarundervisningens historia intar Hultman en aktad plats både som lärare och skriftställare. Han utgav Todhunters geometriska öfningssatser till Euklides (1864; 2:a upplagan 1865, nytt tryck 1876 och ny upplaga 1888), en vid elementarundervisningen allmänt begagnad problemsamling, Proportionslära (1871; 4:e upplagan 1900) samt Matematiska och fysikaliska problemer, utdelade af ecklesiastikdepartementet (1867; en ny samling utgavs postumt 1880). Även uppsatserna Försök att visa det inre sambandet mellan särskilda satser i såväl andra som femte boken af Euklides’ elementer och Om formen för en elementär matematisk uppsats (Stockholms gymnasii årsberättelse 1860 och 1878) innehåller värdefulla pedagogiska fingervisningar. 
Ytterligare en stor förtjänst om elementarundervisningen inlade Hultman som medutgivare av "Tidskrift för matematik och fysik" (I–V, 1868–75), vars elementära avdelning han redigerade och vilken både på lärare och lärjungar verkade väsentligen livande och väckande. Hultman skrev i densamma flera uppsatser, bland annat artikelserien Svenska aritmetikens historia. Detta arbete, som avbröts, innan ens 1600-talets aritmetiker hunnit slutbehandlas, vittnar om stor samvetsgrannhet och om intresse för ämnet, men utgör mera en samling väl skrivna referat och recensioner än en historia i egentlig mening. I Minsta qvadratmetoden (1860) lämnade Hultman en historisk-kritisk redogörelse för de olika sätt, på vilka minsta kvadratmetoden blivit framställd, och kompletterade Bienaymés dithörande undersökningar. 
Ungefär ett årtionde senare fick Hultman tillfälle att återuppta dessa studier, men då i en mera praktisk riktning; han ägnade sig nämligen företrädesvis åt försäkrings- och pensioneringsväsendets matematiska teori. Också anlitades han i en mängd dithörande praktiska värv. Så var han aktuarie i bolaget Skandia (sedan 1871), revisor för bolagen Skandia och Svea, ledamot av kommittén för ecklesiastikstatens pensionering (1873), granskare av de svenska sjöförsäkringsbolagens ställning (1874) samt ledamot av direktionen för prästerskapets änke- och pupillkassa (sedan 1874). Hultman utarbetade även Lifräntetabeller, utgifna på föranstaltande af kongliga justitiedepartementets expedition (1876–77). Under sina sista levnadsår var Hultman sysselsatt med den matematiska teorin för sjöförsäkringar (med särskilt avseende på Sveriges sjöfart).